# Lautoka
Lautoka je třetí největší město na Fidži (a druhé největší mimo aglomeraci hlavního města Suva-Lami-Nasinu-Nausori). Je centrem výroby cukru a leží zde druhý největší přístav na Fidži.

## Historie
Oblast dnešní Lautoky byla poprvé Evropany spatřena 7. května 1789, když tudy proplouval kapitán William Bligh, poté co byl po vzpouře na lodi Bounty vysazen do člunu a s částí posádky se vracel na Timor. Statut města získala Lautoka v roce 1929. Výrazný rozvoj nastal od počátku sedmdesátých let 20. století, kdy zde žilo asi 12 tisíc obyvatel, dle sčítání z roku 2007 jich bylo již více než 52 tisíc.

## Ekonomika
Město je centrem oblasti, v níž se intenzivně pěstuje cukrová třtina. Největším podnikem je cukrovar, postavený mezi lety 1899 a 1903. Dnes zaměstnává asi 1300 lidí. Proto se městu přezdívá Sugar City. Kromě toho zde pracuje závod na zpracování dřeva, pivovar, lihovar, menší podniky na zpracování železa či výrobu šperků.

## Zajímavosti
Město je rodištěm slavného golfisty Vijaye Singha .